# Léproserie de la Bajasse
La léproserie de la Bajasse se situe à Vieille-Brioude, en France.

## Localisation
L'ancienne léproserie, dont il ne reste essentiellement que l'ancienne église du prieuré Saint-Jean qui lui a été adjoint, se situe sur la commune de Vieille-Brioude au lieu-dit de la Bajasse, parfois écrit Bageasse. 
Située près du confluent de la Senouire et de l'Allier, la léproserie est desservie à l'époque de sa prospérité par un pont sur chacune de ces rivières. Alors que le pont du Colombier d'Anis sur l'Allier permettant l'accès à Brioude a disparu dans une crue,, le pont sur la Senouire construit au xve siècle subsiste encore au xxie siècle et permet de rejoindre le bourg voisin de Fontannes.

## Historique
La léproserie est fondée vers 1150 par le chanoine Odilon de Chambon. Un prieuré et une église y sont adjoints au cours des années suivantes. Elle reçoit rapidement de nombreuses donations. Elle est particulièrement développée au xive siècle et héberge non seulement des lépreux mais aussi reçoit des pèlerins. C'est à cette époque que la maladrerie passe du diocèse de Clermont à celui de Saint-Flour. En 1326, la léproserie et le prieuré sont réunis.
Au xviiie siècle, la lèpre ayant fortement régressé en France, les léproseries sont rattachées aux hôpitaux les plus proches. L'hôpital de Brioude devient alors propriétaire de celle de la Bajasse. Il s'approprie alors les biens du prieuré, y compris les ornements et cloches de l'église. Les bâtiments laissés à l'abandon menacent ruine. Une longue bataille juridique entre les prieurs et l'hôtel-Dieu s'engage jusqu'à ce que le pape Benoît XIV demande la suppression du prieuré en 1753, effective en 1756 à la suite de la décision du Parlement de Paris.
À la révolution, les biens du prieuré ne sont pas vendus car ils appartiennent à l'hôtel-dieu de Brioude, propriété communale. C'est seulement en 1860 que les bâtiments sont vendus et transformés en ferme, l'église servant d'étable. Un entrepreneur rachète ensuite l'ensemble et restaure l'église et les constructions subsistantes.
En 2014, de nouveaux propriétaires aménagent l'ancienne église en restaurant.
Elle fait l'objet d'une inscription au titre de monument historique depuis le 14 juin 2002.

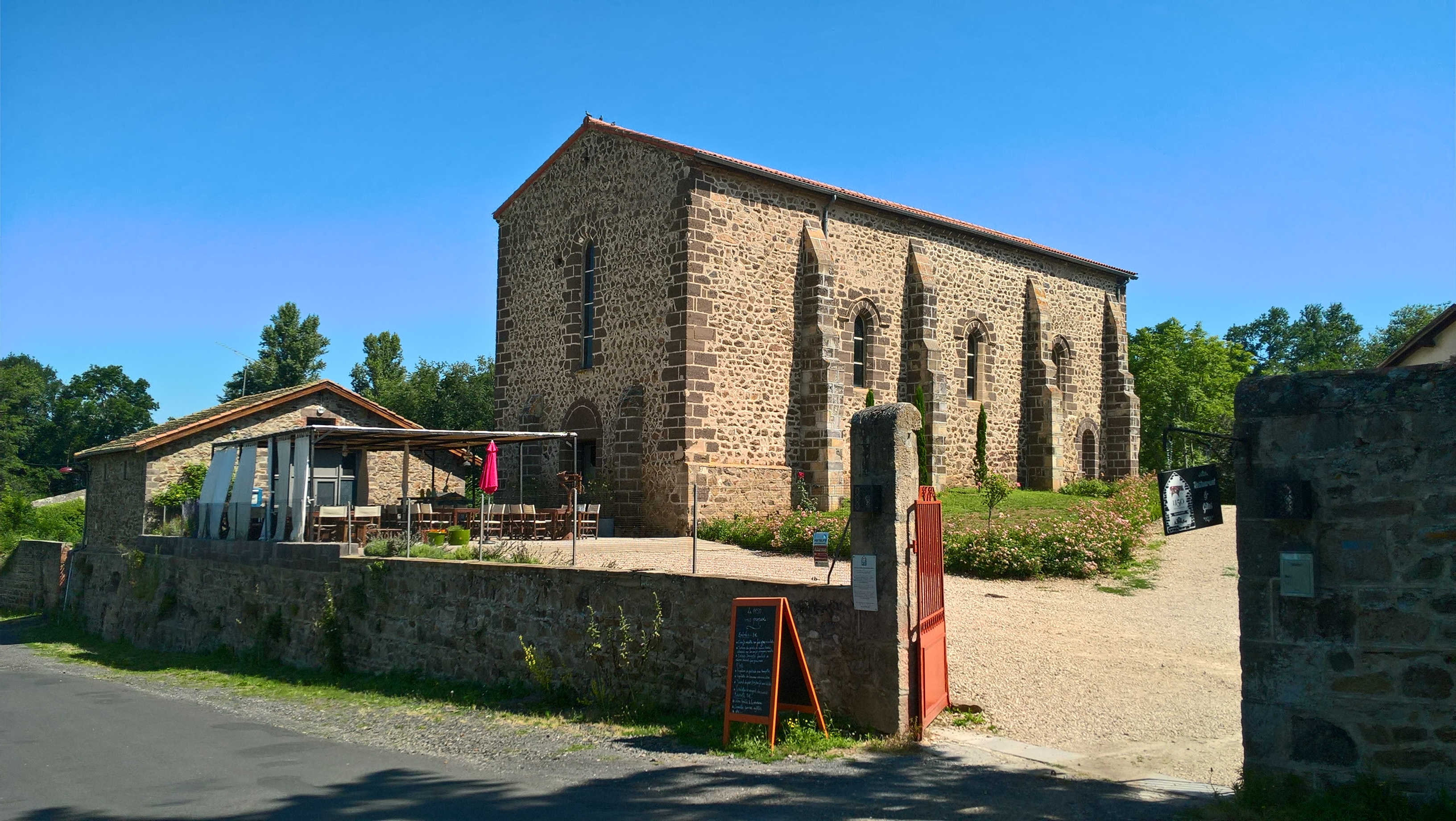
La léproserie en 2018